# Daniel Silva (atleta)
Daniel Silva (Nova Venécia, 15 de junho de 1979) é um atleta paralímpico brasileiro e recordista mundial na classe T11, para deficientes visuais. Conquistou a medalha de ouro nos Jogos Paralímpicos de Verão de 2016 no Rio de Janeiro, representando seu país na categoria 4x100 metros masculino. Alem dessa medalha também conquistou Prata nos 200m nos Jogos Paralímpicos de Verão de 2016 em Londres.